# Eleonora Aragońska (królowa Kastylii i Leónu)
Eleonora Aragońska (ur. 20 lutego 1358 w Santa Maria del Puig, zm. 13 sierpnia 1382 w Cuéllar) – infantka aragońska, od 29 maja 1379 królowa Kastylii i Leónu.
Urodziła się jako córka króla Aragonii Piotra IV i jego trzeciej żony królowej Eleonory Sycylijskiej. Jej starszymi braćmi byli przyszli królowie Jan I Myśliwy i Marcin I Ludzki.
Jej małżeństwo z Janem I zostało zaaranżowane jako część ustaleń pokojowych z Kastylią uzgodnionych w Almazán 12 kwietnia 1374 i w Lleidzie 10 maja 1375. 18 czerwca 1375 w Sorii poślubiła przyszłego króla Kastylii i Leónu. Para miała troje dzieci:
- Henryka III Chorowitego (1379–1406), kolejnego króla Kastylii i Leónu,
- Ferdynanda I Sprawiedliwego (1380–1416), późniejszego króla Aragonii,
- infantkę Eleonorę (1382–?), zmarłą niedługo po porodzie[1].

Eleonora zmarła przy porodzie córki. 